# Charles Mackay
Charles Mackay (27 de março de 1814 – 24 de dezembro de 1889) foi um poeta, jornalista, autor, antologista, romancista e compositor escocês, lembrado principalmente por seu livro Memorando de Extraordinários Engodos Populares e a Loucura das Multidões.

## Vida pessoal

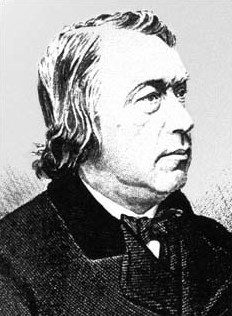
Charles Mackay

Charles Mackay nasceu em Perth. Seu pai, George Mackay, era um bombardeiro na Artilharia Real, e sua mãe Amelia Cargill morreu logo após seu nascimento.

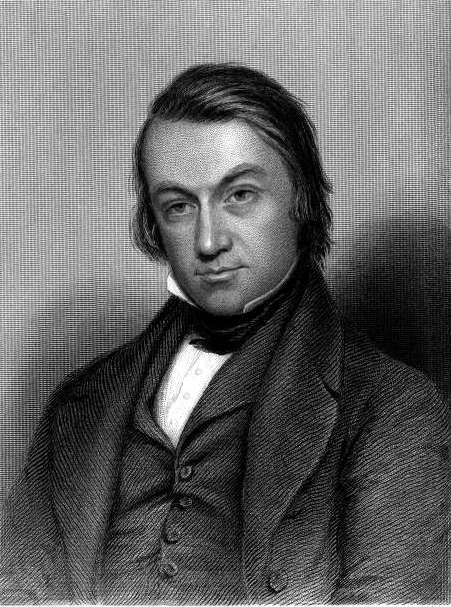
Charles Mackay

Mackay foi educado no Caledonian Asylum, em Londres. Em 1828 foi colocado por seu pai em uma escola em Bruxelas, no Boulevard de Namur, logo assumida por William James Joseph Drury; e idiomas estudados. 
Em 1830 ele foi contratado como secretário particular de William Cockerill, o ferreiro, perto de Liège, começou a escrever em francês no Courrier Belge e enviou poemas em inglês para um jornal local chamado The Telegraph. No verão de 1830, ele visitou Paris e passou 1831 com Cockerill em Aix-la-Chapelle. Em maio de 1832, seu pai o trouxe de volta a Londres, onde encontrou um emprego como professor de italiano para o futuro gerente de ópera Benjamin Lumley.

### Família
Mackay foi casado duas vezes — primeiro, durante sua gestão em Glasgow, com Rosa Henrietta Vale, com quem teve três filhos e uma filha; e em segundo lugar para Mary Elizabeth Mills, que provavelmente era uma empregada doméstica anteriormente. Sua primeira esposa morreu em 28 de dezembro de 1859, e sua segunda esposa em 1875. A romancista Marie Corelli era uma filha ilegítima, presumivelmente concebida enquanto sua mãe trabalhava na casa.